# 도사 근왕당
도사 근왕당(일본어: 土佐勤王党)은 막말에 도사번에서 존왕양이(尊王攘夷)를 내걸고 결성된 집단이다. 도사근왕당은 1861년 에도에 유학중이던 도사 출신 다케치 즈이잔(武市瑞山)과 그의 일행들에 의해 결성되었다. 《도사근왕당 혈맹자 성명 사본》에 혈서를 기입함으로써 가입을 받았고, 자신들의 이념과 맞지 않는 막부의 요인들을 암살하며 세력을 키웠다. 하지만 결국 1863년 9월 21일 다케치 등이 투옥되고, 다케치가 결국 1865년 5월 11일 할복함으로써 도사근왕당은 해체된다.